# Józef Grzegorz Lessel

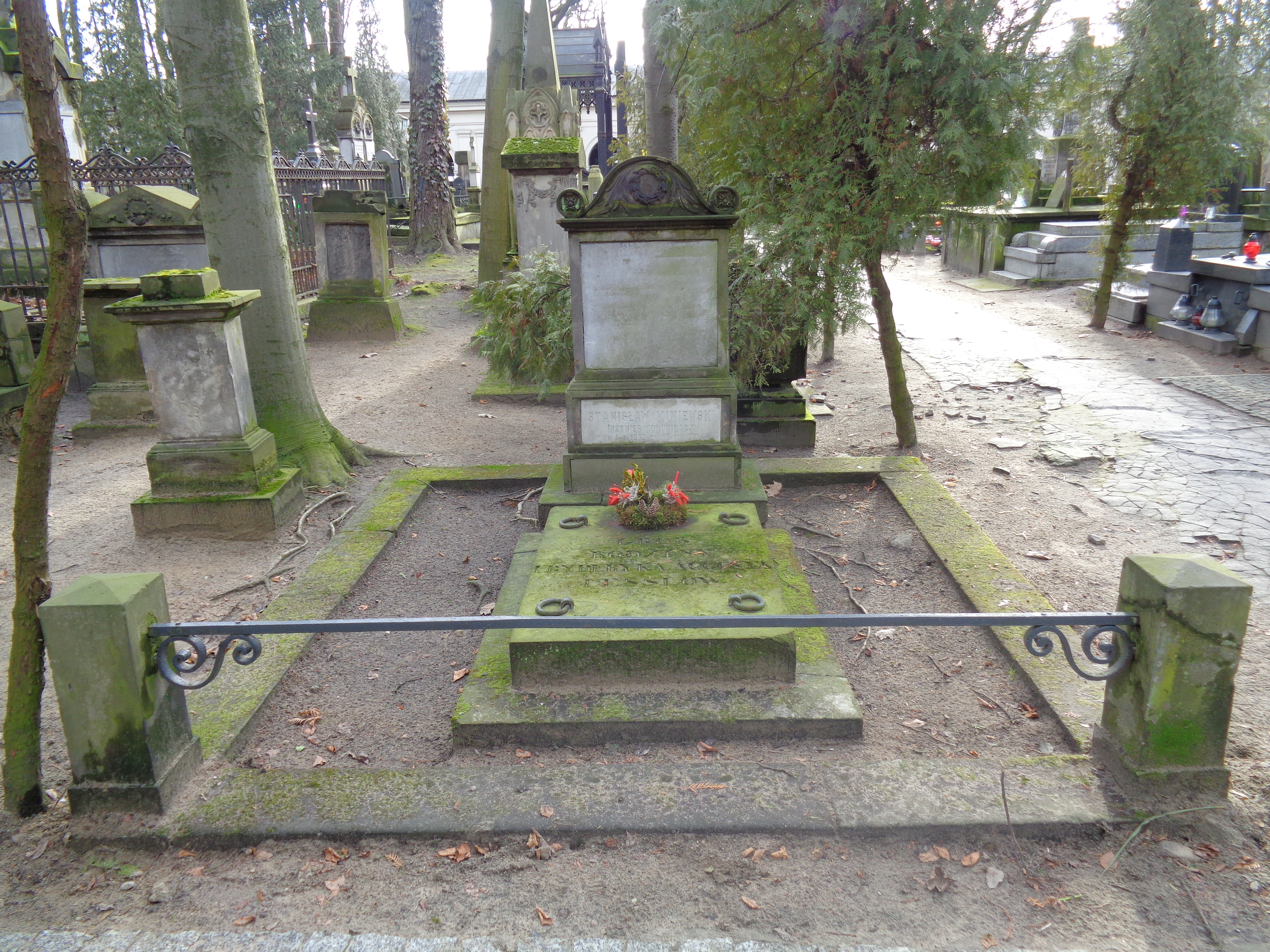
Grób Józefa Grzegorza Lessela na cmentarzu Powązkowskim w Warszawie

Józef Grzegorz Karol Lessel (ur. 16 października 1802 w Warszawie, zm. 2 września 1844 tamże) – polski architekt.

## Życiorys
Był synem warszawskiego budowniczego i architekta Fryderyka Alberta Lessla. Studiował architekturę w Warszawie i Paryżu.
29 czerwca 1829 został zastępcą budowniczego miasta Warszawy. 11 marca 1830 mianowano go budowniczym miasta Warszawy które piastował aż do śmierci z pensją 5.000 złp, członkiem honorowym dozoru ogólnego kościołów rzymskokatolickich parafii warszawskich. Miał dom przy Nowym Świecie Nr hip. 400 (obecny adres Krakowskie Przedmieście nr 14),.
Jego najbardziej znanym projektem jest nieistniejący już budynek Synagogi Praskiej, przy ul. Jagiellońskiej 28 na warszawskiej Pradze. 
Również budynek dawnej mykwy, na ul. Kłopotowskiego 31, jest autorstwa J.G. Lessla. Daty powstania są sprzeczne: 1840, 1910-1913 – są to najprawdopodobniej daty powstania fundamentów oraz data ukończenia budowy.
Dziełem J.G. Lessla jest też kamienica przy Krakowskim Przedmieściu 27. Powstała ok. 1836.
Według jego projektów powstały też m.in.: fabryka metalurgiczna Mintera  wraz z przylegającym pałacykiem,  na rogu ulicy Świętokrzyskiej i placu Wareckiego, w roku 1828, okazała kamienica Kuczkowskiego przy ul. Wiejskiej 14 oraz dom parafialny parafii św. Aleksandra w Warszawie przy ul. Książęcej.
Ożenił się dwukrotnie, po raz pierwszy z Emmą Johanną Katarzyną Brandt w 1834 i po raz drugi z Wandą-Heleną Helbich w 1841, miał dwójkę dzieci.
Został pochowany na cmentarzu Powązkowskim (kwatera 10-4-1/2).